# Huaxia chubanshe
Der chinesische Verlag Huaxia chubanshe (chinesisch 华夏出版社) ist ein in Peking ansässiger Verlag mit Verlagsnummer 7-5080. Er wurde 1986 gegründet und gibt u. a. für das Verständnis der chinesischen Ess- und Trinkkultur wichtige Werke heraus.